# Эрнандес Кабальеро, Мария Элена
Мария Элена Эрнандес Кабальеро (исп. María Elena Hernandez Caballero; 1967, Гавана) — кубинская поэтесса, принадлежит к поколению 80-х.

## Биография и творчество
Окончила Гаванский университет. Дебютировала в антологии «Групповой портрет» (1989). В том же году за рукопись первой книги стихов (опубл. 1991) получила премию Союза писателей и художников Кубы. В 1994 переехала в Чили, вместе с Дамарис Кальдерон основала издательство Las Dos Fridas. С 2000 года проживает в Аргентине. В 2010 году опубликовала в Буэнос-Айресе гротескно-сатирический роман о культурной жизни Кубы Книга краха (рецензия).

## Книги
- Donde se dice que el mundo es una esfera que dios hace bailar sobre un pingüino ebrio (Куба, 1991)
- Elogio de la sal (Чили, 1996)
- Electroshock-Palabras (Аргентина, 2001)
- Libro de la derrota, роман (2010, Аргентина)

## Публикации в антологиях
- Retrato de grupo/ La Habana: Editorial Letras Cubanas, 1989
- Un Grupo avanza silencioso: antología de poetas cubanos nacidos entre 1958 y 1972/ Gaspar Aguilera Díaz, ed. México: Coordinación de Difusión Cultural, Dirección de Literatura/UNAM, 1990
- Album de poetisas cubanas/ Mirta Yáñez, ed. La Habana: Editorial Letras Cubanas, 1997